# Acmaeodera conoidea
Acmaeodera conoidea  (лат.) — вид жуков-златок рода Acmaeodera из подсемейства Polycestinae (Acmaeoderini). Распространён в Новом Свете. Кормовым растением имаго являются Cowania mexicana, Erigeron divergens, Fallugia paradoxa (Westcott, et al. 1979:172), а у личинок — Dasylirion wheeleri (Chamberlin 1926:14) и Juglans sp. (Westcott, et al. 1979:172).
Вид был впервые описан в 1899 году биологом Генри Клинтоном Фоллом (Henry Clinton Fall).